# Јосиф Манок
Јосиф Манок је био инжењер грађевине и архитектуре уједно и један од најзнаменитијих Пироћанаца који је родом из Чешке. 

## Биографија
За сада је непознато када је тачно и где рођен Манок. 

### Служба у Србији
У Кнежевину Србију је дошао шездесетих година 19. века. 1869. године се помиње у службеним гласилима као подинжењер прве класе при артиљеријској управи у Крагујевцу. 
Током 1873. и 1875. је премештен у крајински и неготински округ као инжењер шесте класе. Следећи премештај је био у црноречки округ током 1877. године па затим у Пожаревац. 
Касније током службовања у Чачку, Манок је био главни руководилац пројекта подизања нивоа сокака и градских улица како би се избегле поплаве током изливања Западне Мораве. 
На крају, његово последње радно место је било у Пироту. Дошао је у Пирот као инжењер четврте калсе па је постављен као окружни инжењер 1889. године. У Пироту је остао око годину дана па је тада каријеру завршио пензионисањем 1890. године. У Пироту је са инжењерем Миланом Балтом радио на пројектовању и изградњи зграде пиротске гимназије. 

### Приватни живот
Манок је био ожењен Драгом Манок (девојачко Бранковић), која је из Смедерева премештена у Голубац 1879. године у служби учитељице. У периоду између 1909. и 1912. је Драга радила као учитељица у Пироту па је могуће да је Јосиф Манок био у овој варошици и тада. Имали су једног сина Драгомира. 
Преминуо је током Првог светског рата. 